# العماد الاسفل (الطويلة)

تعديل مصدري - تعديل

العماد الاسفل هي إحدى قرى عزلة بني الخياط بمديرية الطويلة التابعة لمحافظة المحويت، بلغ تعداد سكانها 72 نسمة حسب تعداد اليمن لعام 2004.